# ألبرتو ساندوفال
ألبرتو ساندوفال (بالإنجليزية: Alberto Sandoval)‏ مواليد 12 مارس 1958 في بومونا، هو ملاكم محترف أمريكي معتزل كان يصنف ضمن فئة وزن الريشة.

## إحصائيات
خاض خلال مسيرته 37 نزالا، فاز في 32 ولم يتعادل وخسر في 5. فاز بالضربة القاضية في 21 نزالا.

## روابط خارجية
- ألبرتو ساندوفال على موقع بوكس ريك (الإنجليزية) (registration required)